# Shades of Gray (álbum de Kat Dahlia)
Shades of Gray es el primer EP de la cantante estadounidense Kat Dahlia. Es el único que ha grabado con el nombre de Kat Hue. El álbum fue realizado por No Days Off Entertainment y publicado de manera digital el 29 de febrero de 2012.

## Lista de canciones
1. Devil's Command - 3:55
2. Do Better - 5:43
3. Criminal - 4:08
4. Lose You (feat. Candy Warhol) - 4:20
5. One Love - 3:47
6. Lion's Den - 4:33
7. Save it - 5:14
8. My Shoes - 4:49
9. Gangsta - 4:09